# Bop (Tyga, YG e Blueface)
Bop è un singolo dei rapper statunitensi Tyga, YG e Blueface, pubblicato il 2 agosto 2019.

## Tracce
1. Bop – 2:59